# Den gula jorden
Den gula jorden (engelska: Yellow Earth; förenklad kinesiska: 黄土地; traditionell kinesiska: 黃土地; pinyin: Huáng tǔdì) är en kinesisk dramafilm från 1984. Den här filmen berättar en historia om en ung flicka som modigt motsätter sig föråldrade seder och söker frihet. Det var regidebuten för Chen Kaige. Filmens anmärkningsvärda foto utfördes av Zhang Yimou. Vid den 24:e Hong Kong Film Awards-ceremonin den 27 mars 2005 fanns en lista med över de 100 bästa kinesiska filmerna, och Den gula jorden kom på fjärde plats. Filmen producerades av Guangxi Film Studio (förenklad kinesiska: 广西电影制片厂; traditionell kinesiska: 廣西電影製片廠; pinyin: Guǎngxī Diànyǐngzhìpiàn Chǎng).
Zhang Yimou, en kollega till Chen, fotograferade filmen. Richard James Havis, författare till Changing the Face of Chinese Cinema: An Interview with Chen Kaige, sa att filmen var den första kinesiska filmen "åtminstone sedan den kommunistiska befrielsen 1949, att berätta en historia genom bilder snarare än dialog." Därför väckte filmen kontroverser i Kina. Havis tillade att filmen "också var tvetydig om kommunistpartiets förmåga att hjälpa bönderna under den kommunistiska revolutionen", en ståndpunkt som skilde sig från den som förespråkades av propagandafilmerna som producerades efter 1949.

## Handling
Gu Qing, en soldat från propagandaavdelningen för KKP (Kinas kommunistiska parti) åttonde vägarmén i KKP-kontrollerade Shaanxi, reser ensam från Yan'an till det norra KMT-kontrollerade området Shaanxi, Shanbei, tidigt på våren 1939, med uppgiften att samla in böndernas folkvisor för att skriva om dem med kommunistiska texter för att höja moralen hos soldaterna i den åttonde armén.
Enligt den akademiska artikeln Color, Character, and Culture: On "Yellow Earth, Black Cannon Incident", och "Red Sorghum" av H. C. Li, börjar Den gula jorden med en scen som visar en kommunistisk soldat som går flera mil. Han når en liten by där han får i uppdrag att bo hos en fattig, icke läskunnig familj med uppgiften att spela in lokala folkvisor för användning i den propagandan. Fadern i familjen, en gammal änkeman, ogillar Gus återberättande av sociala reformer om kvinnor som får utbildning och väljer vem de ska gifta sig med på sina egna villkor inom den kommunistiska domänen i provinsens södra, men Cuiqiao, hans hårt arbetande dotter, lyssnar glatt på hans berättelser och blir glad när hennes yngre bror, Hanhan, blir vän med Gu. Gu lär sig det svåra med bondelivet och särskilt Cuiqiaos. Berättelsen fokuserar sedan på flickan, som bara vid 14 års ålder får veta att hon måste gifta sig med en betydligt äldre man om bara några månader, eftersom hemgiften till hennes bröllop används för att betala för hennes mammas begravning och hennes brors förlovning. Hon är ännu mer olycklig när Gu informerar dem om att han måste återvända till Yan'an.
Nästa morgon följer Hanhan med Gu när han går och de skiljs åt. Cuiqiao väntar dock på Gu längs vägen och hon vädjar om att hon ska få följa med honom. Gu känner inte till hennes tvångsäktenskap, så han övertygar henne om att gå tillbaka, eftersom hon inte kan följa med utan hans armés tillstånd. En dag kommer han tillbaka till henne för en dag. Bröllopsdagen kommer och Cuiqiao förs bort i en brudsedan. Å andra sidan har Gu nått Yan'an och tittar nu på en trumdans för nya rekryter som kämpar i kriget mot Japan. Cuiqiao berättar för Hanhan att hon vill fly för att gå med i armén och hon säger åt honom att ta hand om hennes pappa och ger Gu några handsydda innersulor när han kommer tillbaka. På natten försöker hon korsa den turbulenta Gula floden, medan hon sjunger en sång som hon lärt sig av Gu Qing, men om hon tar sig över är fortfarande oklart.
Den gula jorden är Chen Kaiges första film. Chen är en viktig figur i den kinesiska femte generationens filmhistoria. Tillsammans med Zhang Yimou, som också är en ikon i den femte generationen, skapade de en film som "förändrade filmskapandets ansikte i landet". Personkemin mellan Chen Kaige och Zhang Yimou visas väl i den här filmen eftersom den anses vara ett pionjärverkverk som initierade den femte generationens kinesiska film. Femte generationens regissörer skapar särpräglade verk eftersom de lägger till politiska allegorier i sina filmer. Detta skiljer dem från konventionellt och socialrealistiskt filmskapande. Till skillnad från andra statliga produkter, "innehåller deras filmer sofistikerade reflektioner över landets historia, kultur och dess utveckling".

## Jämförelse med originalromanen
Manuset till Den gula jorden är baserat på en roman av Ke Lan, "Echoes in the Deep Valley" (Shengu huiyin). Inspirationen till huvudpersonens, Guqings, gestaltning kommer från Ke Lan själv, som en gång var en ung kulturarbetare från Yan'an på ett folksångsuppdrag. Den ursprungliga romanen, citerad från en tidskrift, "läser mer som ett stycke ungdomsfantasi, handlar om en osannolik men trolig romans mellan Guqing och Cuiqiao, som begick självmord för att trotsa ett arrangerat äktenskap." Men i den filmiska remaken av romanen finns det knappast någon aning om romantisk strävan. Författaren hävdar att "Chen Kaige lyckades avsexualisera Ke Lans originaltext genom att casta Gu Qing i trettioårsåldern och Cuiqiao som en fjortonårig tonåring". Chen Kaige ger dessutom ett mer positivt slut på Cuiqiao, som har lyckats trotsa sitt öde och fly från feodalismens begränsningar.

## Inflytande
Den gula jorden är en omtvistad film som presenterar några spännande frågor bland censorer och den lokala publiken. Relationen mellan detta estetiska verk och politisk diskurs är kritisk på grund av filmens berättelsebakgrund och det år den släpptes, där stora historiska händelser ägde rum (krig och revolutioner). Enligt forskaren Esther Yau, författare till "Yellow Earth": Western Analysis and a non-western text, visar filmen ironiskt nog upp soldatens misslyckande med att åstadkomma några förändringar, både på materiella och ideologiska nivåer, "där en oövervinnlig feodalism och vidskepelse bland massorna överskrider socialistiska läskunnighetsnormer". Det återspeglas alltså i denna film som en kritik av den kinesiska kulturens patriarkala och feodala ideologier. Enligt Yau är det ett faktum att censorerna var mycket missnöjda med filmens "överseende med fattigdom och efterblivenhet", som visar negativa och dåliga bilder av landet. Även om inget officiellt förbud finns, anses det fortfarande vara känsligt med avseende på Kinas censur.
Som en modernistisk kritik av kinesisk kultur och historia är Den gula jorden ett banbrytande verk som gjorts bland andra kinesiska filmer under samma period, som inspirerar internationella intellektuella såväl som andra kinesiska femte generationens filmskapare. 1986 sade Tian Zhuangzhuang sade Zhaung: "Om det inte vore för Den gula jorden, så hade det inte varit hela debatten om filmens estetik ... [filmen] representerar framtiden för kinesisk film nu." Det är också sant att tillägget av daoistisk estetik tillförde extra lager av mening till filmerna som skiljer den från andra kommunistiska produkter under den perioden, enligt forskaren Mary Farquhar, författare till The "Hidden" Gender in Yellow Earth . En annan forskare, Stephanie Donald, författare till Landscape and Agency Yellow Earth and the Demon Lover, påpekar att landskapsbilderna i filmen spelar en viktig roll. Enligt Donald ger landskapet inte bara en bakgrund för historiens drama, utan också en process för att skriva om eller återskriva historien. Han hävdar att landskapet har en specifik betydelse för att återupprätta innebörden av Kina och dess historia under 50 år av revolutionär kontroll. Skildringen av landskapet, etniska traditioner och byliv avslöjar mänskliga förutsättningar. Dessutom, som Chen Kaige sa i en intervju, är Den gula jorden ett symboliskt verk som lyfter fram böndernas liv och antyder en "reformens röst". [16]

## Mottagande
Esther C. M. Yau från Film Quarterly beskrev filmen som ett "betydande exempel på ett icke-västerländskt alternativ i det senaste narrativa filmskapandet". Han jämförde filmens kinematografi med klassisk kinesisk konst, med en begränsad mängd färger, naturligt ljus och en icke-perspektivisk användning av filmiskt utrymme. Han uttryckte också hur filmen var ett radikalt avsteg från traditionella stilar och berättande filmskapande i Kina. Filmen föreslogs som ett "avantgardistiskt" försök av unga kinesiska filmskapare, från den femte generationen, med inspiration från de abstraktionistiska egenskaperna hos klassisk kinesisk konst. Det första mottagandet av filmen i Kina var dock blandat. Även om det inte fanns något totalt förbud mot denna film, var censorn missnöjd med filmens "överseende med fattigdom och efterblivenhet som projicerade en negativ bild av landet". Kritiker kallade också filmen för att vara ogenomskinlig och platt, i jämförelse med andra melodramer i Kina vid den tiden, och särskilt framhävde de scenen när Cui Cao tvingas gifta sig med en gammal främling. Filmen granskades också för att vara ironisk i sin skildring av revolutionära ideal i jämförelse med verkligheten, hur soldaterna misslyckades med att få fram några materiella eller ideologiska förändringar i berättelsen.
Ändå var mottagandet av denna film utanför Kina mestadels positivt, där den under premiären på Hong Kong International Festival 1985 utropades som "ett enastående genombrott", "uttrycker djupa känslor som hälls över ens nationella rötter" och "en djärv utforskning". av filmspråk". Richard James Havis, författaren till Changing the Face of Chinese Cinema: An Interview with Chen Kaige, sade att filmen "omedelbart väckte uppmärksamhet till" den "femte generationen" av kinesiska filmskapare. Havis sade att filmen var en sensation, efter visningen på Hong Kong International Festival. Det positiva mottagandet av denna film utanför Kina hade förändrat attityden till den även inom Kina, vilket fick många i lokalbefolkningen att stödja denna film genom att köpa biljetter till filmen.